# Паколь
Пако́ль или паку́ль (пакол, паккуль, пакколе, читрали топи, кховар, каузия, pakol, pawkul, khapol, khowar) (пушту ‎, перс. ‎, уйг. ‎и урду پَکُول‎; тадж. пакол, англ. pakol) — традиционный головной убор в Южной Азии, наиболее распространён в центральном, юго-восточном и северо-восточном Афганистане, северо-западном и западном Пакистане.

## Распространение
В Афганистане это в большей степени афганский традиционный головной убор, его носят пуштуны, уйгуры, нуристанцы и таджики — северного, северо-восточного Афганистана и Панджшерского ущелья. Изготавливается из тонкой шерсти, покрашенной в чёрный, коричневый, бежевый и белый цвет. Представляет собой двухуровневый шерстяной берет с закатанными в обруч краями.
В Пакистане носится исключительно пуштунским населением, в местах, исторически населённых пуштунами, — это северо-западная часть страны, так называемая Зона племён, Северный и Южный Вазиристан, провинции Хайбер-Пахтунхва, Читрал, частично Пенджаб (Пакистан) и другие.
Получил широкое распространение в годы Афганской войны (1979—1989), став одним из характерных атрибутов одежды афганских моджахедов (душманов) — «борцов за веру». Известно, что паколь постоянно носил влиятельный полевой командир, лидер партии «Исламское общество Афганистана» и командующий группировкой «Северный альянс» — Ахмад Шах Масуд (Панджшерский лев). Многие его подчинённые также предпочитали паколь другим видам головных уборов.
Военнослужащими Ограниченного контингента советских войск в Афганистане (ОКСВА) паколь часто назывался «душманка» или «пуштунка», реже «нуристанка».
В 1980-е годы паколь — символ «освободительной борьбы» афганской вооружённой оппозиции с ОКСВА можно было увидеть на голове «афганского повстанца», позирующего на фотоснимках страниц популярных западных изданий.

## История возникновения
Есть мнения, что прародителем современного паколя является существовавшая в эллинистический период (возможно ранее — с времён Александра Великого, в Древнем Риме) плоская македонская шапка (шляпа) небольшого размера — καυσία («каузия», лат. causea). Использовалась неимущими как спасение от лучей палящего солнца.

## Описание
Паколь — традиционный (национальный) всесезонный головной убор — ручной вязки на шести или более швах, круглой формы диаметром до 60 см, способный разматываться в высоту.
У ряда народностей Афганистана, некоторых пуштунских племён Кунара и Лагмана, жителей Нуристана, афганского Бадахшана, Панджшера, пакистанского Читрала называется «Khowar». Паколь надевают в районах Гилгита (Пакистан), Джамму и Кашмир, а также в других регионах Южной Азии.
Паколь внешне напоминает берет с цилиндрическим основанием. Известны два основных типа паколя, наиболее классическим из которых считается «читральский тип».
Паколь завоевал популярность у представителей пуштунских племён, других народов Афганистана, а также пуштунов соседнего Пакистана лишь в начале XX века. Практичность, способность сохранять прохладу летом и тепло зимой снискали паколи популярность у местного населения, преимущественно живущего в горной местности.
Паколь недорог и значительно проще в использовании, чем традиционная «громоздкая» чалма.

## Виды
Изготавливается из различных видов шерсти, в том числе с подкладкой. Палитра цвета паколь представлена в диапазоне: от светлых тонов — почти белого (слоновой кости, бежевого, серого) до предельно тёмных — различных оттенков (коричневого, землисто-охряного, иногда откровенно чёрного). Абсолютно не встречаются в каких-либо ярких тонах — красном или жёлтом и иных «вызывающих» цветах.